# Nuestra Señora de la Paz (Hawái)
Nuestra Señora la Santísima Virgen de la Paz (en idioma hawaiano: Malia O Ka Malu) es una advocación de la Virgen María en la religión católica que se venera en la Catedral de Nuestra Señora de la Paz en Honolulu, la capital de las Islas Hawái (Estados Unidos). La Virgen de la Paz es la patrona de la diócesis de Honolulu (y por lo tanto patrona también de las Islas Hawaianas). Su fiesta se celebra el 24 de enero de cada año en Hawái.

## Historia
Es una advocación originaria de Francia, llegó a Hawái en el siglo XIX con la primera evangelización. Además, Nuestra Señora de la Paz es la patrona de la Congregación de los Sagrados Corazones de Jesús y María, orden religiosa fundada por Pedro Coudrin y Enriqueta Aymer de la Chevalerie en Poitiers durante la Revolución Francesa. Cuando esta Congregación fundó la Iglesia en Hawái, también consagraron las islas de Hawái bajo la protección de Nuestra Señora de la Paz.

## Santuario
Se eligió la primera iglesia católica en Hawáii en honor a ella y hoy en día, su principal santuario es la Catedral de Nuestra Señora de la Paz en Honolulu. La original imagen de la Virgen es una talla de madera situada en un convento de la Congregación de los Sagrados Corazones de Jesús y María en Francia. Pero existen otras dos, una mayor réplica en bronce fue localizada sobre el altar y el santuario de la Catedral de Nuestra Señora de la Paz, y la tercera se encuentra fuera de la catedral en un pedestal.

## Coronación
La estatua original de Nuestra Señora de la Paz fue solemnemente coronada el 9 de julio de 1906 por el arzobispo de París, en nombre del Papa San Pío X. Durante los agitados años de la Primera Guerra Mundial, el Papa Benedicto XV añadió a Nuestra Señora de la Paz a la Letanía Lauretana.